# Dendropicos lugubris
Dendropicos lugubris là một loài chim trong họ Picidae.